# Альбула (регион)
Регион Альбула (нем. Region Albula, итал. Regione Albula, романш. Regiun Alvra ) — регион швейцарского кантона Граубюнден, учрежденный 1 января 2016 года в результате региональной реформы кантона Граубюнден. Был образован из бывшего округа Альбула, за исключением муниципалитета Муттен, который был передан региону Виамала.
Административный центр находится в коммуне Альбула/Альвра.

## География
Самой высокой точкой региона считается гора Пиц Кеш (3418 м).
Через регион протекает река Альбула, которая считается крупнейшим притоком Заднего Рейна.
Регион Альбула граничит с регионами Плессур на севере, Преттигау/Давос на северо-востоке, Малоя на юго-востоке и Виамала на западе.

## Административное деление
Регион Альбула состоит из 6 муниципалитетов
| № | Герб | Название       | Население | Площадь на км² |
| - | ---- | -------------- | --------- | -------------- |
| 1 |      | Альбула/Альвра | 1327      | 93,93          |
| 2 |      | Бергюн-Филизур | 884       | 190,14         |
| 3 |      | Ланч-Ленц      | 531       | 21,81          |
| 4 |      | Вац/Обервац    | 2749      | 42,51          |
| 5 |      | Шмиттен        | 212       | 11,35          |
| 6 |      | Зурсес         | 2377      | 323,77         |

### Слияния муниципалитетов

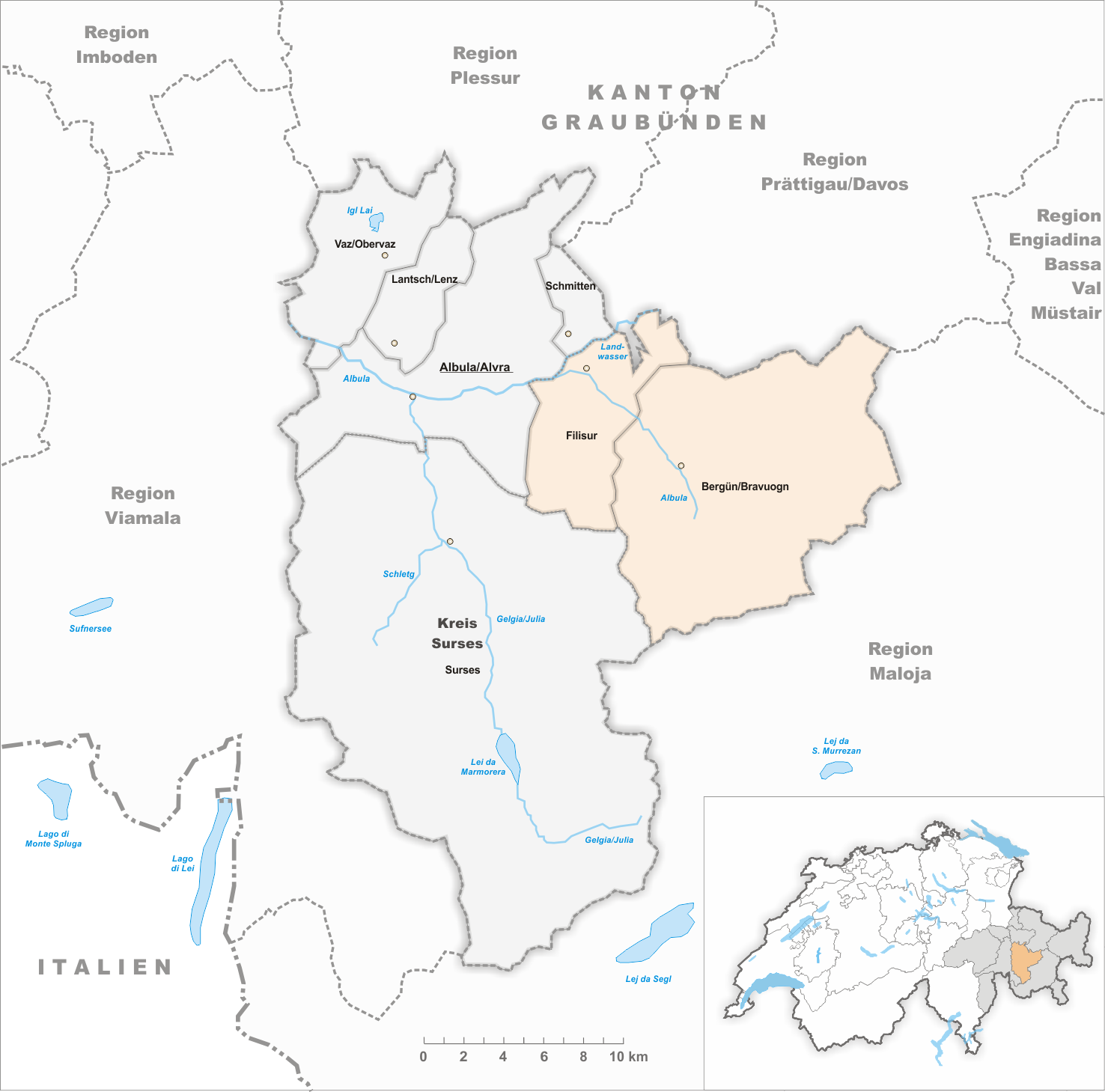
Карта коммун до 2017 года

- В 2018 году коммуна Бергюн была объединена с коммуной Филизур, образовав новую муниципалитет Бергюн-Филизур.[3]